# Швидка медична допомога

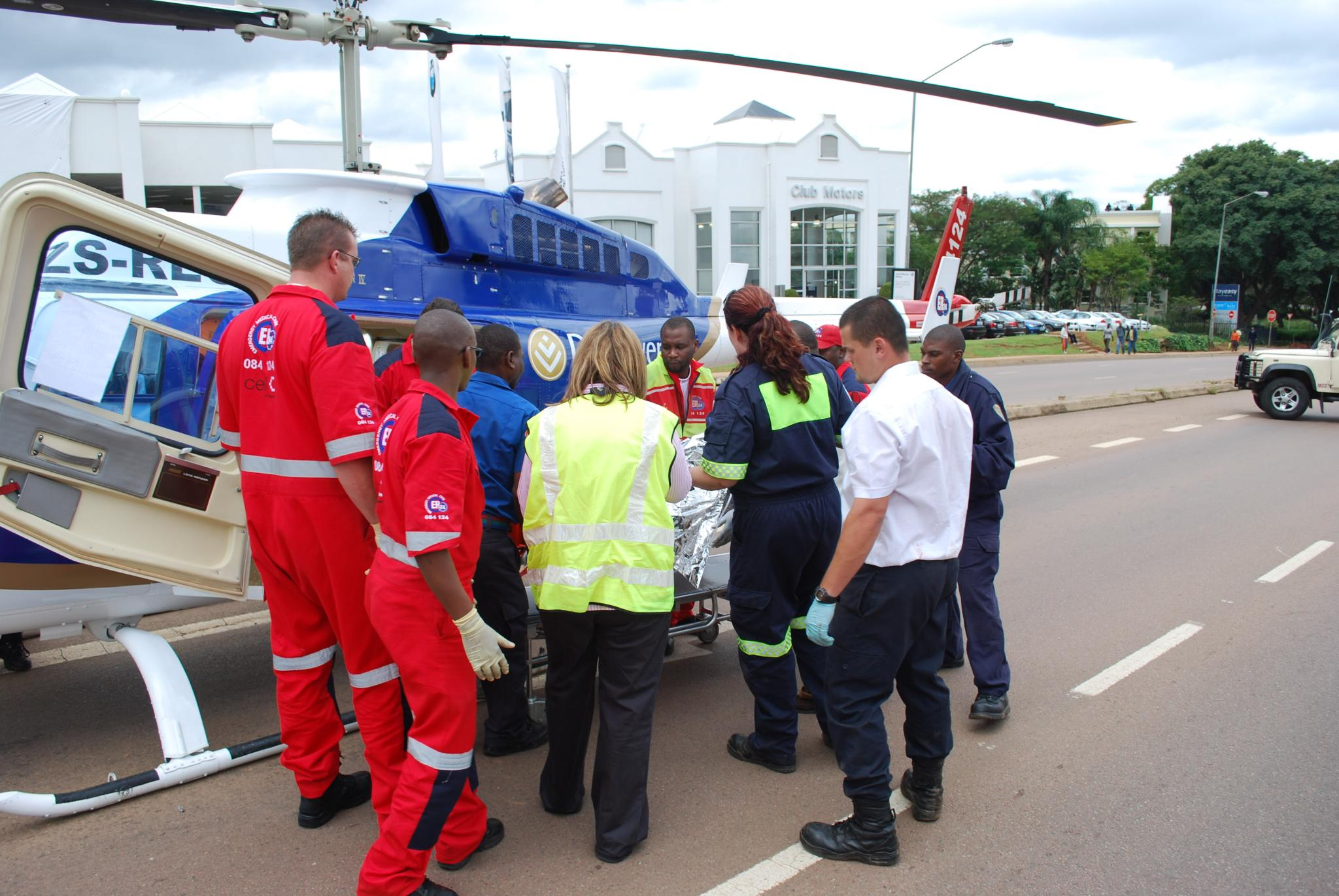
Різні бригади швидкої допомоги, допомагають завантажити пацієнта у гелікоптер швидкої допомоги в Преторії (ПАР)

Швидка́ (е́кстрена) меди́чна допомо́га — спеціалізована медично-санітарна служба, завданням якої є надання першої медичної допомоги при станах, загрозливих для життя, потерпілим від нещасних випадків (поранення, переломи, опіки, отруєння, ураження електричним струмом тощо) або при раптових захворюваннях, а також транспортування потерпілих до лікарень.

## Історія
Прообраз станції швидкої медичної допомоги вперше з'явився в Єрусалимі в XI ст., коли ченці-іоаніти при своєму монастирі створили лікарню для допомоги паломникам. За кілька століть монастир св. Іоана перетвориться на орден його імені, пізніше уже як орден Госпітальєрів братиме участь у хрестових походах, маючи у своєму складі підрозділ братів-лікарів, котрі супроводжували театр воєнних дій та опікувалися пораненими, доправляючи їх до лікарень[джерело?].
Історії відома успішна діяльність рухомого медичного підрозділу (фр. Ambulance -«летючий польовий шпиталь») для вивозу поранених з поля бою і надання їм першої допомоги, який створив Домінік-Жан Ларрей — головний хірург армії Наполеона. Немало істориків пов'язують переможну ходу армії Наполеона саме з діяльністю у складі армії «Летючого Амбулансу», що уміло і оперативно відновлював людський ресурс, чого не мали армії противників. Штат одного такого підрозділу складав три хірурга та 12 їхніх помічників.Домінік-Жан Ларрей увійшов в історію медицини також створенням першої карети швидкої допомоги.
Перша станція швидкої медичної допомоги була створена у Відні 1883-го року професором Яромиром Мунді, якому випало стати свідком великої гуманітарної трагедії. Йдеться про велику пожежу, що сталася у приміщенні «Комічної опери» 1881 року, коли через відсутність медичної допомоги від опіків, травм та отруєння димом загинуло майже півтисячі глядачів. Новий заклад профінансував уряд Австрії та відомий австрійський меценат граф Ганс Гільчек. Станція мала назву — «Рятувальна» і включала три підрозділи: пожежну, порятунок на воді і швидка медична допомога. Керував роботою станції Яромир Мунді, він же виїжджав на виклики, виконував функції і санітара і кучера.
За короткий час Рятувальні станції подібного зразка почали з'являтися у європейських столицях та за океаном. Віденська станція слугувала своєрідним методичним центром.

## Україна

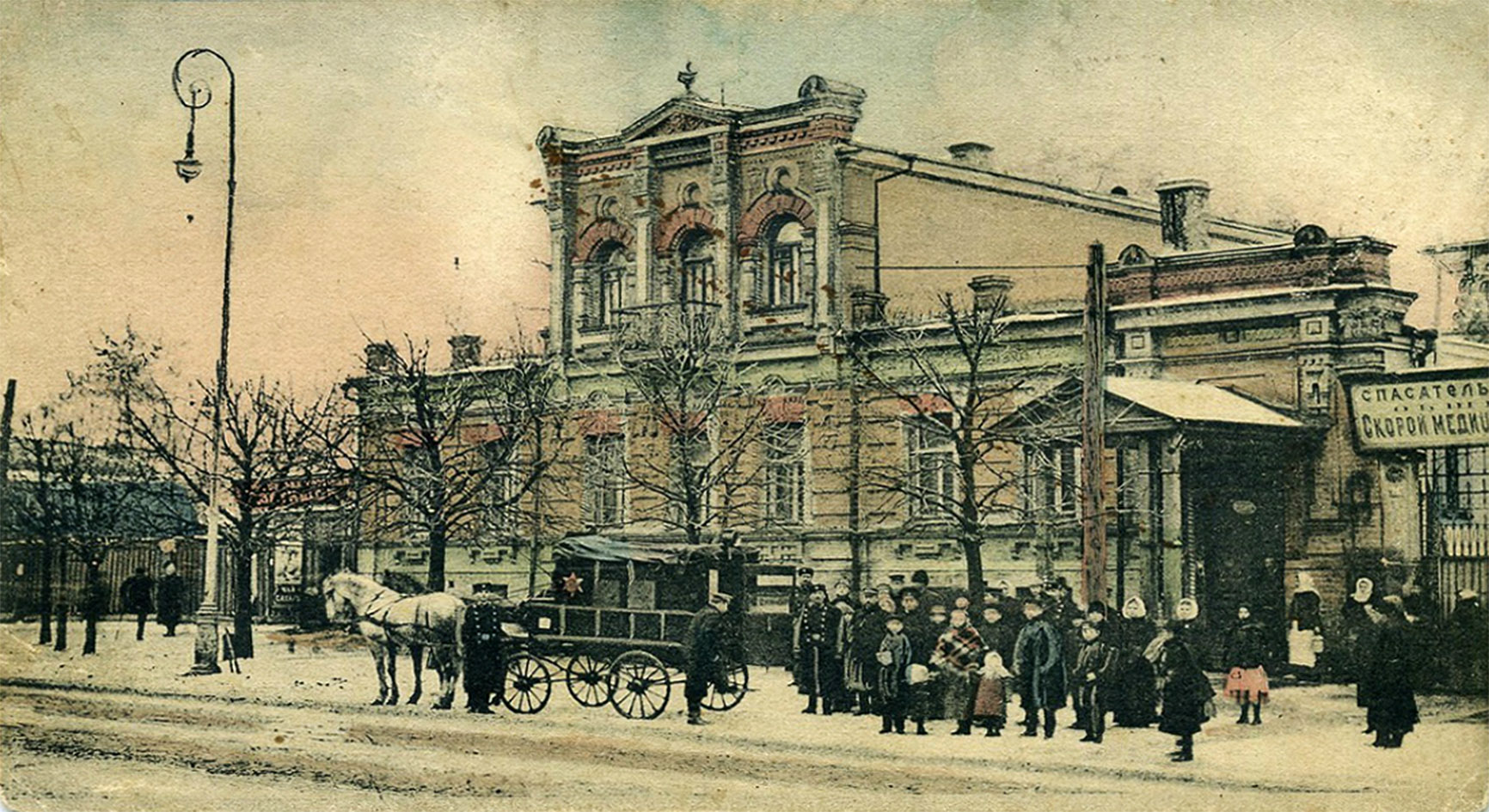
Будинок київської станції швидкої допомоги у 1914 році

6 лютого 1881 року в Києві заснували «Гурток київських лікарів, з метою нічних чергувань», який було відкрито у міській управі на Хрещатику[джерело?]. Ініціатором запровадження нічних чергувань став голова Київського відділення Червоного Хреста, він же перший очільник Олександрівської лікарні, професор Юлій Мацон. Діяльність пункту мала філантропічний характер. Допомога при нещасних випадках і травмах надавалася безоплатно, за виїзди лікаря треба було платити. Пункт, попри фінансові та організаційні труднощі, виконував свою місію понад два десятиліття. Однак, на початок ХХ століття ця структура себе вичерпала.
Першу Рятувальну станцію швидкої медичної допомоги відкрили 30 червня 1902 року в Києві на вулиці Пирогівській, 6. Згодом під станцію виділили приміщення на Володимирській вулиці, 33. 1913 року цю ділянку обміняли на садибу на Рейтарській вулиці, 22. Ідею реалізував громадський діяч К. Мадзолевський, взявши за основу досвід Варшави. Дякуючи підтримці Міської Думи, київських меценатів — Л. Бродського, Н. Терещенка, А. Абрагамсона, В. Контовт, Київського Товариства велосипедистів-любителів та багатьох інших. Станція отримала все необхідне для успішної діяльності. Тут були обладнані приймальна, хірургія, перев'язувальна, аптека, стерилізаційна. До штату станції входив головний лікар, економ, 8 чергових лікарів; один головний, чотири старших та три молодших санітари; три конюха; двірник; кур'єр. Транспорт станції становило три пари коней з каретами «Лорек та Ко».в 1913 р. було придбано перші 2 санітарні автомобілі.
1903 року станція швидкої медичної допомоги з'являться в Одесі, 1904 — у Харкові.
Перші спеціалізовані бригади почали функціонувати ще в довоєнні роки: на київській станції швидкої медичної допомоги в 1932 р. була створена перша акушерська бригада, в 1934 — перша педіатрична.
1941 року, через окупацію, Київська станція швидкої медичної допомоги припинила свою роботу і відновила уже 1943 року після звільнення міста.
З 1948 р. станцію очолила Наталія Ленгауер, яка зробила значний внесок у розвиток станції швидкої медичної допомоги Києва, піднявши її на рівень світового бренду у частині кардіологічної допомоги населенню, створивши справжній стаціонар на колесах, підсиливши його мобільною лабораторією, сучасним обладнанням. Усі ці новації, ентузіазм головного лікаря згуртували навколо Ленгауер першокласних спеціалістів, які стали піонерами багатьох починань, що порятувало тисячі життів. Київська станція швидкої медичної допомоги за час керування нею Ленгауер стала школою передового досвіду в Україні та Союзу РСР, на її базі проводилися конференції та семінари ВООЗ.
У 1983 р. в УРСР існувало 88 станцій та 663 відділи, в яких працювало близько 4 000 лікарів і близько 5 000 осіб середнього медичного персоналу та було близько 4000 санітарних автомашин.

У містах та великих сільськогосподарських районних центрах вже у 70-80-тих роках XX століття існували спеціалізовані бригади швидкої медичної допомоги: реанімаційні, кардіологічні, токсикологічні, неврологічні, педіатричні тощо.

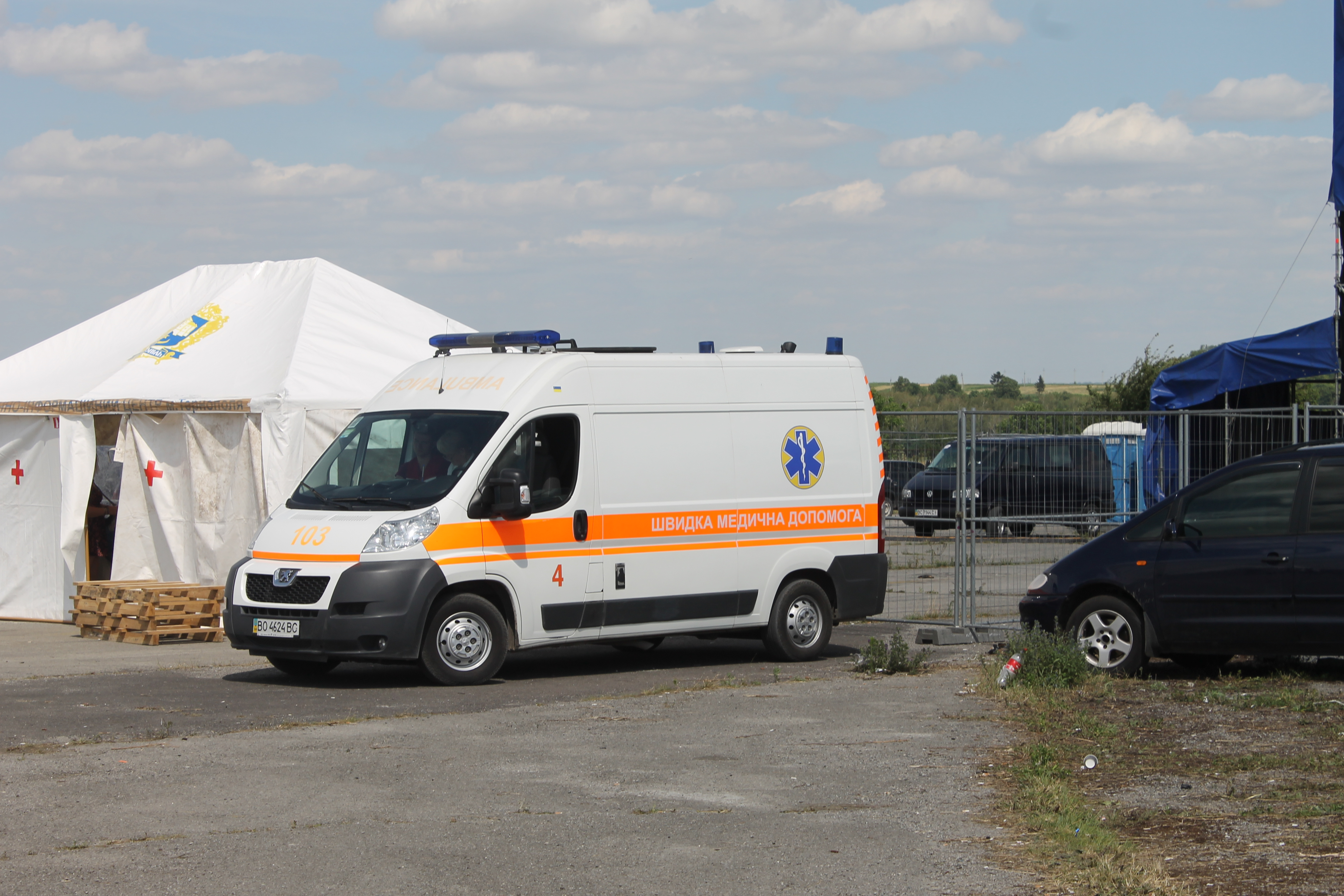
Автомобіль швидкої допомоги на базі Peugeot Boxer на фестивалі «Файне Місто»

Служба «швидкої» за час свого існування зазнала багато змін. І нині перебуває у стані чергової реформи, метою якої є трансформування екстреної медичної допомоги у пара-медичну.

### Сучасний стан
Диспетчерська служба швидкої медичної допомоги централізована, має єдиний телефонний індекс для виклику, автомашини забезпечені медичним обладнанням для здійснення першої медичної допомоги під час руху транспорту. З 2009 року загальнодержавним телефонним номером виклику є
103 (безкоштовно).
Здійснено перехід на єдиний для всіх екстрених служб номер 112.

«Зірка життя"

## Функції
Швидка медична допомога існує для виконання основних принципів надання першої допомоги, які полягають у збереженні життя, запобіганні подальших травм і сприянні одужанню.
Цю загальну тему в медицині демонструє «зірка життя». Показана тут «зірка життя», де кожен промінь уособлює один з шести пунктів, використовується для представлення шести етапів надання високоякісної долікарської допомоги, а саме:
1. Виявлення
2. Оповіщення
3. Відповідна реакція
4. Допомога на місці
5. Допомога під час транспортування
6. Передача в спеціалізований центр допомоги[джерело?]